# Audun Lysbakken
Audun Lysbakken, né le 30 septembre 1977 à Bergen, est un homme politique norvégien, ancien ministre de l'Enfance, de l'Égalité et de l'Inclusion sociale de 2009 à 2012.

## Position politique
Il se déclare révolutionnaire, socialiste et marxiste,.